# Ophelina modesta
Ophelina modesta är en ringmaskart som beskrevs av Carl Støp-Bowitz 1958. Ophelina modesta ingår i släktet Ophelina och familjen Opheliidae. Arten är reproducerande i Sverige. Inga underarter finns listade i Catalogue of Life.